# Јајер (Долина Аосте)
Јајер је насеље у Италији у округу Долина Аосте, региону Долина Аосте.
Према процени из 2011. у насељу је живело 41 становника. Насеље се налази на надморској висини од 670 м.